# Aka Høegh
Aka Høegh (właśc. Eva Najâraq Nukardleq Høegh, ur. 16 grudnia 1947 w Qullissat) – grenlandzka artystka tworząca w stylu ekspresjonistycznym ukazując lokalne tradycje i miejsca. We wrześniu 2013 odznaczona orderem Nersornaat.

## Dzieciństwo
Wraz z ośmioma siostrami dorastała w Qaqortoq. Jej rodzicami byli stolarz Ib Peter Adolf Thaarup Høegh (1912-1981) i sędzia Else Margrethe Guldborg Rosing Heilmann (1919-2010). Od dziecka interesowała się malarstwem. Była samoukiem, ale jest absolwentką Królewskiej Duńskiej Akademii Sztuk.

## Prace
Jest najbardziej znana z przewodniczenia pracom nad projektem „Kamień i Człowiek” (duń. „Sten og Menneske”) wykonywanym w latach 1993-1994 w Qaqortoq, w którym udział brało 18 artystów szwedzkich, fińskich, norweskich i farerskich. Jako uczestniczka projektu „Art for Life” wraz z 11 innymi artystami brała udział w utworzeniu największego na świecie obrazu (24 644 m²) powstałego w hiszpańskim mieście Elche.

## Wystawy międzynarodowe
Prace Høegh były pokazywane na Wyspach Owczych, Islandii, Alasce, Łotwie, w Danii, Niemczech, Finlandii, Szwecji i Norwegii oraz na ekspozycjach zbiorowych w większości państw europejskich. Reprezentowała też Grenlandię na „Scandinavia Today” w USA, Meksyku i na Litwie. Jej dzieła można także ujrzeć na budynkach publicznych na Grenlandii, np. płaskorzeźba na Workers' Folk High School w Qaqortoq została wykonana przez nią. Również ołtarz w kościele w Maniitsoq jest jej pracą. Høegh wykonała też komin elektrowni w Qaqortoq.

## Życie prywatne
Od 9 lipca 1976 jest żoną Ivarsa Silisa, urodzonego 1 grudnia 1940 w Rydze fotografa i artysty filmowego. Para ma dwoje dzieci, Inuka (ur. 1972 lub 1971) i Bolattę (ur. 1981). Obaj są artystami.